# Прясло стены Новгородского Кремля между Пречистенской аркой и Владимирской башней с Тайничными (Кукуйскими) воротами
Прясло стены между Пречистенской аркой и Владимирской башней с Тайничными (Кукуйскими) воротами — памятник архитектуры. Расположен в Великом Новгороде, в восточной части Новгородского Кремля.
Слегка выпуклое в плане прясло было построено в конце XV века, вероятно, на базе стены 1331—1334 годов. Как и у прочих прясел детинца, у него наклонная цокольная часть, отделённая от верхней вертикальной части горизонтальным валиком. Длина прясла — 172 м, высота — 7-12,5 м, толщина 4-6 м, глубина заложения фундамента — до 3,8 м. В облицовке использованы кирпичи 30-32 х 15-16 x 8-10 см, 26 х 13 х 6, 25 х 13 х 5,5 см (XVII век).
Боевой ход прясла защищён прямоугольными зубцами высотой примерно в 1 м. С внутренней части прясла расположено 13 арок-ниш (ширина 5-5,3 м, глубина 60-65 см), в прясле есть три заложенные на 2008 год бойницы подошвенного боя.
Тайничные ворота (в XVIII веке — Кукуйские), сквозная арка со сводом шириной 4,3 м и с двумя выступами по бокам, расположены в самом низком месте прясла. С внешней стороны около них в XVII веке стояла небольшая деревянная крепость с двумя четырёхугольными башнями и колодцем внутри. Над воротами и южнее их находятся две сводчатые камеры, над воротами снаружи Кремля — неглубокая ниша с киотом из кирпича и с треугольным завершением. В киоте была фреска XVII века «Происхождение честного креста Спас Милостивый» или «Происхождение честных древ животворящего креста Господня». В 1909 году она была переписана, на 2008 год фреска утрачена, киот частично разбит, частично переделан. Южнее ворот к пряслу примыкает Звонница Софийского собора и домик XVII века, между звонницей и стеной находятся три сводчатые камеры из тёсаного плитняка и с использованием кирпича 5-5,5 x 13-14 х 27-28 см.
Прясло перестраивалось в конце XVI и в середине XVII веков, при этом двурогие зубцы сделали прямоугольными, стены побелили, земляной вал укрепили дубовыми сваями и тарасами. В середине XVIII века состоялся ремонт стен, в начале XIX века южнее Владимирской башни в стене образовался пролом, заложенный предположительно в 1820-е годы. В 1938 году прошёл ремонт зубцов с покрытием скатов цементом и ремонт облицовки, севернее Пречистенской арки часть стены забетонировали и покрыли цементом.
Во время Великой Отечественной войны в часть стены между Пречистенской аркой и звонницей попала авиабомба, отчего на длине 20 метров обвалилась облицовка, частично разрушенный свод над Кукуйскими воротами обвалился. Частичный ремонт с починкой зубцов и восстановлением разрушенного участка под руководством С. Н. Давыдова состоялся в 1946—1948 годах. В 1954 году А. В. Воробьёв создал проект реставрации в формах конца XV века; проект был осуществлён частично. Кладку и облицовку отремонтировали в 1959 году, тогда же починили зубцы (при чинках XIX века их переделали или выложили заново, отчего они были на полметра ниже первоначальных; от зубцов XV века осталось несколько рядов кирпича), починены арки, восстановлены заложенные в XIX веке арки у Владимирской башни, кладка у Кукуйских ворот законсервирована. В 1993—1994 были проведены исследования, были починены зубцы и облицовка, боевой ход поверх бетонных плит покрыт рубероидом.